# Brinon-sur-Beuvron
Brinon-sur-Beuvron là một xã của tỉnh Nièvre, thuộc vùng Bourgogne-Franche-Comté, miền trung nước Pháp.